# Jegesréce
A jegesréce (Clangula hyemalis) a lúdalakúak rendjébe, ezen belül a récefélék (Anatidae) családjába tartozó Clangula nem egyetlen faja.

## Előfordulása
A messzi északon, az erdős tundra határától a zajló jég határáig fordul elő. Minél délebbre választ költőhelyet, annál magasabban fészkel a hegyekben, mindig az erdőzóna felett.
Izlandtól, Spitzbergákon kezdve, Európa, Ázsia, Észak-Amerika északi partvidékén és Grönlandon költ. A kis tavakat, lápokat és szigeteket kedvei. 
Fontos telelőterületei vannak a Balti-tenger nyugati felében, Öland körül, és a Balti-tenger déli partvidékén is. Más csapatok a norvég partok előtt, és Feröer magasságában telelnek át.
A Kárpát-medencében alkalmi vendég. Télen délre vonul.

## Megjelenése
Testhossza 40-47 centiméter, a szárnyfesztávolsága 73-79 centiméter, testtömege 550-900 gramm. A tojó valamivel kisebb a hímnél.
Kis termetű tengeri réce, mely a csérhez hasonlóan, mélyen a vízbe merülő elülső testtel és izgalmi állapotban magasra emelt farokkal úszik. A csak a gácsérra jellemző, meghosszabbodott középső faroktollak, melyek gyakran a vízben fekszenek, a test hosszát 53 cm-re növelik. A gácsér hegyes faroktollait a nyár végi nyugalmi ruhájában is megtartja. Fekete feje és nyaka, fehér pofája és oldala hasonlóan feltűnő, mint fekete-fehér nászruhája. A szerény külsejű tojót egy világos alapon lévő, elmosódott, sötét színű pofafolt jellemzi. Emellett igen eltérő rajzolatú átmeneti és fiatalkori tollazatok is előfordulnak. A szárny azonban mindig sötét színű. Képes nekifutás nélkül felemelkedni a vízről. Általában alacsonyan és nagyon gyors szárnycsapásokkal repül. Repülés közben szeret hangoskodni. A búvárfélékhez hasonlóan mellre és hátranyújtott lábakkal landol a vízen. A gácsér nászéneke kellemesen hangzó, messzire hallatszó három- vagy négytagú kiáltás. 
|  |  |

## Életmódja
Az Északi-sark leggyakrabban előforduló récéje. A költési időszak végével visszavonul a tengerre. A költési időszakon kívül soha nem jön a szárazföldre, pihenni és aludni a nyílt tengerre megy, táplálékát azonban a part közelében keresi, ahol egészen a fenékig lemerül. Előnyben részesíti a védett tengeröblöket és a szigetek közti holtvizeket, viharok elől nagy számban menekül a folyótorkolatokba.
Bár a jegesréce a legkisebb bukóréce, de ő a legügyesebb bukórécék közül. A tengeren akár 30 m mélyre is lemerül a fenékig. A víz alatt az alkákhoz hasonlóan félig nyitott szárnyakkal „repül". Felbukkanáskor képes rögtön a levegőbe emelkedni, ez fordítva is igaz, képes a levegőből közvetlenül a vízbe merülni. Könnyedén kibírja 2 percig is a víz alatt, táplálékát is odalent fogyasztja el.
Tápláléka főként állati eredetű. Édes vízű tavakon vízirovarokkal és azok lárváival, rákokkal táplálkozik, tengereknél kis és közepes csigákat és kagylókat eszik.
Ettől a tápláléktól húsa erősen halízű, keleten mégis tízezerszámra, hálókkal fogják be és viszik a piacra őket. A bizalmas és lármás csapatokban élő jegesrécéket a vadászok úgy csalják magukhoz, hogy a parton egy botra kötött fehér kendőt hagynak lobogni a szélben, ők pedig elbújnak.

## Szaporodása
A tundra kicsi, sekély tavain költ, előszeretettel választ ki kisebb szigeteket. A költési időszak május végén, június elején kezdődik.
Az udvarló gácsér hangjával csábítja a tojókat. A növényzet, sziklák közé elrejtve, növényi anyagokból építi és pehelytollakkal béleli a fészkét a tojó. A fészekalj 5-9 tojásból áll, melyen 24-26 napig kotlik. A fiókák 35 nap múlva már röpképessé válnak, a récék között a leggyorsabban.
A fiókák kikelése után a tojó néha komoly harcokat vív a halfarkasokkal és a nagy termetű sirályokkal utódaiért. A kikelés utáni első napokban a fiókák a tavakon maradnak. Amikor elkezdenek repülni, anyjuk a folyókon vagy patakokon lefelé a tengerhez vezeti őket.
|  |